# Centros de acopio
Los centros de acopio cumplen la función de reunir la producción de pequeños productores para que puedan competir en cantidad y calidad en los mercados de los grandes centros urbanos.

## Centro de acopio de leche
La leche sale de la ubre de la vaca a 32 °C. Para poder llegar a la planta procesadora en buenas condiciones, es necesario bajar la temperatura en poco tiempo a 4 °C. A esta temperatura prolifera en forma lenta y puede mantener su calidad durante 48-72 h para entonces pasar otros procesos que le prolongan más útil (pasteurización, quesos, etc).
En las fincas lecheras grandes (100-200 vacas) el ordeñe se realiza en forma mecánica. La leche pasa por cañería de la ubre a una enfriadora de platos donde la leche caliente y agua a 2-3 °C pasan a contracorriente. La temperatura de la leche baja a 4º en 1-2 min y pasa a un tanque refrigerado que mantiene esa temperatura. La planta procesadora envía camiones-tanque refrigerados que retiran la leche. Previo al bombeo el conductor hace un rápido control de calidad: % de grasa, adulteración (agregado de agua), acidez (cantidad de bacterias).
En fincas medianas (30-80 vacas), alejadas de otras fincas, pueden enfriar con menor inversión en tanques de enfriamiento directo. El equipo debe ser tal que la temperatura de la leche baje a 10º en no más que hora y media y a 4º una hora después. Cuando se agrega leche no debe subir la temperatura de la almacenada a más de 10 °C. El camión tanque retira la lecha cada 1-2 días.
En zonas de concentración de fincas medianas y pequeñas (10-25 vacas) los productores tiene la posibilidad de establecer un Centro de Acopio comunitario. El equipo incluye una balanza de recepción, una enfriadora de platos, un tanque de agua fría a 1-2º, un equipo de refrigeración del agua,un tanque para recibir la leche fría y un generador de emergencia. Antes de la recepción, el encargado del centro hace el control de calidad de la leche a recibir. Si no cumple las normas la rechaza. El camión tanque retira la leche de acuerdo al plan fijado. El costo del mantenimiento del centro se paga con el ahorro del transporte de cada productor a la planta y la seguridad de la calidad de la leche.
La elección del sistema resulta de un estudio económico.

## Centro de acopio de pescado (Pesca artesanal)
El centro se instala en un lugar de la costa apropiado para amarrar los botes con motor de fuera-borda y cercano a centros urbanos, para pescar con redes en zonas cercanas conocidas por la presencia de variedades comestibles de peces. Los pescadores salen al mar con cajones con hielo picado para enfriar los pescados.
El equipo del Centro depende del volumen de pescado que maneja. Lo mínimo es una refrigeradora comercial para mantener barras de hielo y los pescados hasta su venta en el lugar o hasta el envío a los mercados cercanos. También una mesa de acero inoxidable para seleccionar y clasificar el pescado y eventualmente limpiar y filetear.
Para cantidades mayores se agrega un congelador con una sección de enfriamiento rápido y otra de mantenimiento a -20º para poder almacenar pescado durante semanas. Los desechos y variedades no comestibles se envían a fábricas de harinas de pescado para la fabricación de harina. Si no hay fábrica en la cercanía, se seca al sol o se cocina y se muele en un molino de martillos para alimento animal.

## Centro de acopio de frutas y verduras
En regiones de pequeños productores y no muy cercanas a los grandes centros urbanos, el Centro se ubica sobre el camino principal de la región. Su función es concentrar la producción, eventualmente seleccionarla y empacarla para enviarla al mercado del centro urbano o a supermercados. En muchos casos tiene funciones adicionales: información de precios del mercado, suministro de material de empaque, mesa de preselección y empaque. Las instalaciones incluyen: galpón con facilidad de carga y descarga de camiones, balanza, mesa de selección, depósito de empaques.

## Centro de acopio de materia prima
Industrias que quieren incentivar el cultivo de su materia prima por agricultores alejados de la planta, instalan centros de recepción donde se recibe la materia prima, se controla calidad y peso y de allí se transporta en conjunto a la planta.

## Silos menores
Los molinos que producen las harinas de los diferentes granos, las fábricas de aceites vegetales, las plantas de alimento balanceado,criadores de pollos y ponedoras y consumidores de harinas para panadería reciben la materia prima en silos. Un camión tanque trae los granos y semillas de la Planta de silos y la introduce a los silos del lugar por presión del compresor incorporado al camión. Esos silos son de varias toneladas.
La FAO puso en marcha un plan para dotar a decenas de miles de minifundistas del Altiplano de Bolivia y de Afganistán de instrucciones y planos para fabricar silos de 120-250-500-900-1800 [`kg con chapas lisas de 1 × 2 m . La FAO considera que con la ayuda de molinos de cilindros manuales, que venderá en condiciones especiales, y los silos, los minifundistas obtendrán 30-50% más de producción que con los métodos en uso en la actualidad.

## Silo bolsa
Se ha perfeccionado un tipo de plástico con el cual se confeccionan el silo bolsa de cierre hermético que permiten almacenar 10 o más t de grano a la intemperie. El equipo incluye una tolva con tornillo sinfín y un tornillo para extraer de la bolsa y cargar un camión, ambos movidos por la toma de fuerza de un tractor. Así es posible cosechar en campo alquilado y luego cargarlo a camiones.

## Otros documentos
- FAO: Almacenamiento de granos a nivel rural.
- Silo metálico familiar.
- Tradardi, Franco y Galván C, Javier: Estructura técnica y equipos de centros de acopio para frutas y hortalizas. Ed. Ministerio de agricultura, Dirección de economía agraria de Perú, 1965.

- Datos: Q5762243